# Africaleurodes ananthakrishnani
Africaleurodes ananthakrishnani es un hemíptero de la familia Aleyrodidae, subfamilia Aleyrodinae.
Fue descrita científicamente en 2006 por Dubey & Sundararaj.